# درزار
درزار روستایی در دهستان دریجان، بخش مرکزی، شهرستان بم، استان کرمان، کشور ایران است.

## جمعیت
بر پایه سرشماری عمومی نفوس و مسکن در سال ۱۳۹۵ جمعیت این مکان ۱۷ نفر (۷ خانوار) بوده‌است.